# Catedral de Santa Rosa de Osos
La Catedral de Santa Rosa de Osos, oficialmente Catedral Nuestra Señora del Rosario de Chiquinquirá - Santa Rosa de Lima, es una iglesia catedralicia de culto católico dedicada su titularidad como templo a la Virgen María bajo la advocación de Nuestra Señora del Rosario de Chiquinquirá y al Patronato de su parroquia a Santa Rosa de Lima. Está situada en la zona céntrica de la ciudad de Santa Rosa de Osos (Colombia), al costado sur del Parque Bolívar (Parque Principal).
La catedral es el principal templo de la Diócesis de Santa Rosa de Osos sede del Obispo. Igualmente, es la sede de la "Parroquia de la Catedral, llamada de manera oficial Parroquia Santa Rosa de Lima". En 1917, el Papa Benedicto XV la elevó a dicho rango al crearse la diócesis.

## Características Arquitectónicas

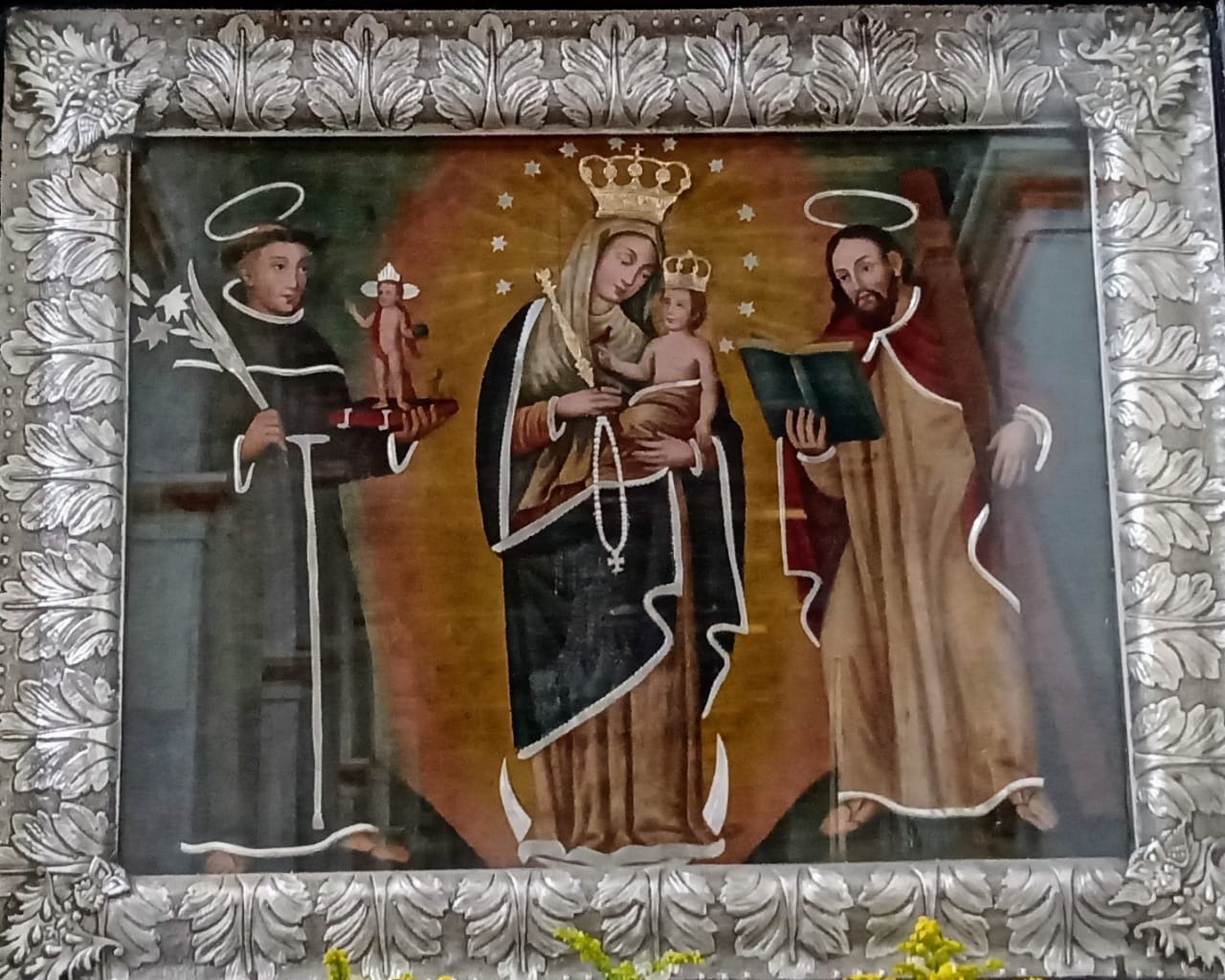
Virgen de Chiquinquirá, Titular de la Catedral

El edificio fue diseñado por el arquitecto Manuel Lopera Valencia, en estilo ecléctico, cuenta con planta en cruz latina, consta de tres naves longitudinales, a su vez atravesadas por el transepto o nave transversal.
La Catedral, fue construida sobre la estructura ya deteriorada de la capilla de Nuestra Señora de Chiquinquirá; contigua al antiguo cementerio de San Jacinto de los Osos, en el año de 1866 por parte del entonces párroco de Santa Rosa Joaquín Guillermo González. El edificio se construyó en piedra y ladrillo cocido, fabricados por José María Ardila en cercanías a la quebrada La Paja, en la actual vereda "Los Salados"; estos a su vez fueron unidos con la llamada "pega real" que era una mezcla de cal y sangre de novillo, que se decía, daba más fortaleza a las estructuras. En general los muros del templo tienen un metro de espesor.

### Exterior
En la actualidad como características más importantes, en la fachada principal (que se encuentra descubierta, conservando el diseño original), la edificación cuenta con 2 grupos de "columnatas" que enmarcan la actual Puerta Santa, donde se encuentran bustos de Joaquín Guillermo González, inaugurado en 1923 como regalo de la asamblea departamental de Antioquia y el de Maximiliano Crespo que fue colocado en 1961. Posee un reloj francés en la parte superior derecha, un grupo de vidrieras distribuidas uniformemente en el frontis, una balaustrada entre las 2 cúpulas frontales que denota la ausencia de una pequeña espadaña y un nicho sobre la puerta Santa, donde se encuentra una cruz de misión colocada por el padre Miguel Giraldo y el sacerdote jesuita Nicolás Cáceres en 1876.
Las fachadas laterales y la fachada posterior del templo están en terminado colonial en cal blanca, exceptuando aquellas partes que dan hacia el transepto que se mantienen descubiertas, de las fachadas laterales, solo es plenamente visible la que da hacia la calle Berrío, debido a que la fachada lateral oriental es contigua a la casa cural.
La estructura posee a su vez 5 plantas, coronadas por 3 cúpulas, donde en las 2 frontales, se encuentra el campanario; estas se caracterizan por un acabado revestido, pintado con colores vivos, y una cubierta en la parte superior con mampostería rojiza, rematada en 2 esferas metálicas que contienen cruces en hierro forjado y que a su vez soportan los pararrayos, contrastando con el resto del frontis de la estructura que permanece con su fachada en piedra y ladrillo cocido.
La cúpula mayor, más alta y hueca, ubicada sobre el Altar Mayor, justo en el crucero, está a su vez revestida con una cobertura de cobre de color dorado, rematada en una linterna donde se sostiene una cruz de hierro forjado que soporta el pararrayos.

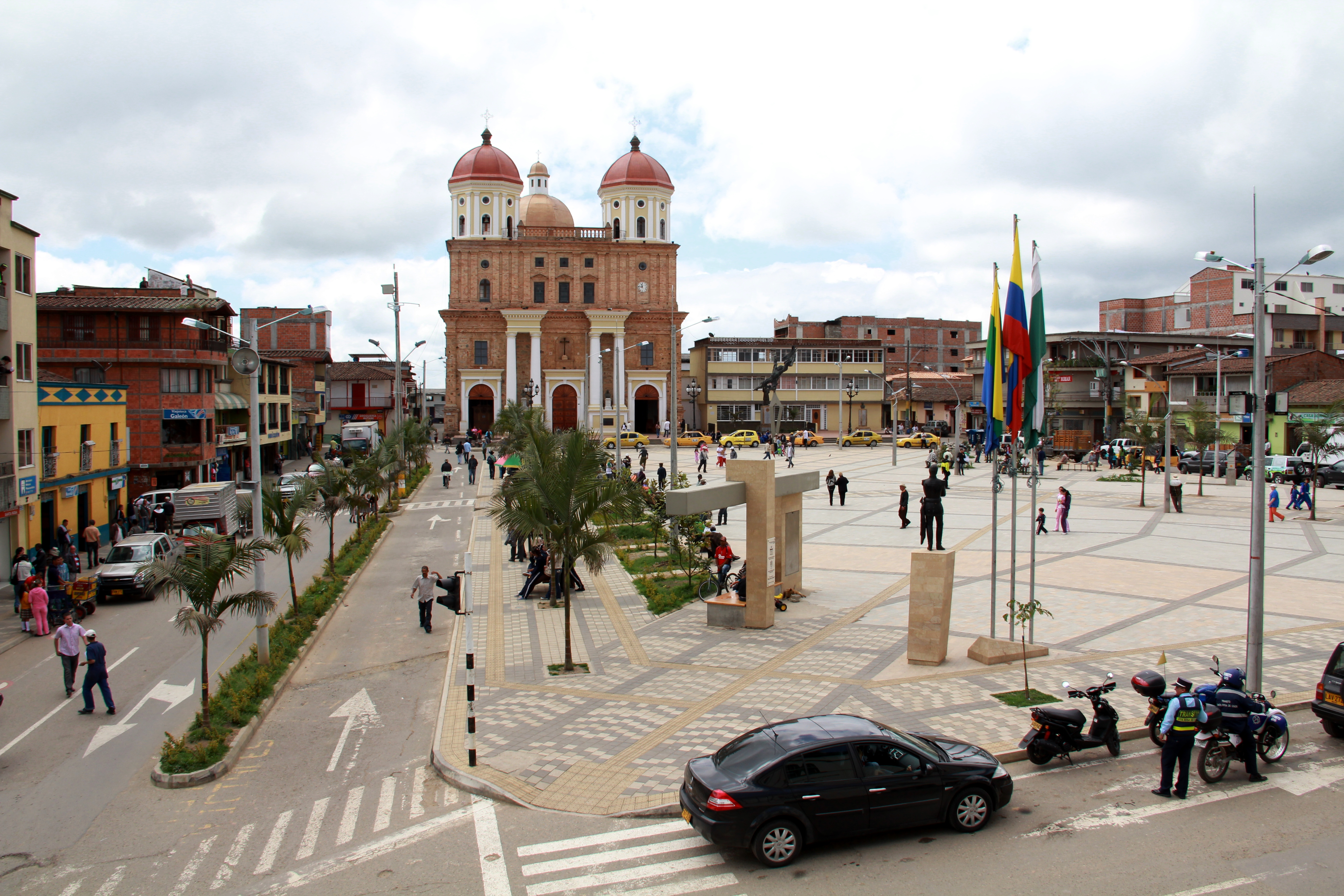
la Catedral, domina el horizonte del parque Simón Bolívar de Santa Rosa

### Interior
En su interior se encuentran diversas obras arquitectónicas, las 3 naves longitudinales se encuentran separadas por una estructura en arcos de medio punto decorados en dorado, en la nave central se encuentran figuras angélicas cuyos rostros sobresalen por encima de cada columna, ornamentados también en dorado.
Posee un púlpito en mármol italiano de Carrara, coronado por una pequeña cúpula y decorado con figuras en alto relieve de los cuatro evangelistas y Cristo.
Las naves laterales están decoradas con vitrales alusivos a la vida de Santa Rosa de Lima, 10 en total, poseen además también los confesionarios en madera, cuyas rosetas torneadas sirvieron de inspiración para la decoración del techo.
En el presbiterio, ubicado en el transepto, se encuentra el altar mayor en mármol con la Última Cena de bronce en altorrelieve, también está el altar menor de la Virgen de Chiquinquirá, que posee una antigua pintura de esta misma advocación mariana, con ornamentación en mármol, al igual que la fuente Bautismal. Se encuentran también a su vez estatuas como Santa Rosa de Lima y San José, sobre repisas doradas a cada lado del altar. En las paredes laterales del transepto, se hayan grandes marcos dorados; en el de la izquierda, se encuentra una antigua estatua de Jesús Crucificado, que desfila en la Semana Santa, en el de la derecha, se halla la pintura de Pentecostés (venida del Espíritu Santo) que cuenta con representaciones de la Virgen María, los Doce Apóstoles y Santa María Magdalena.

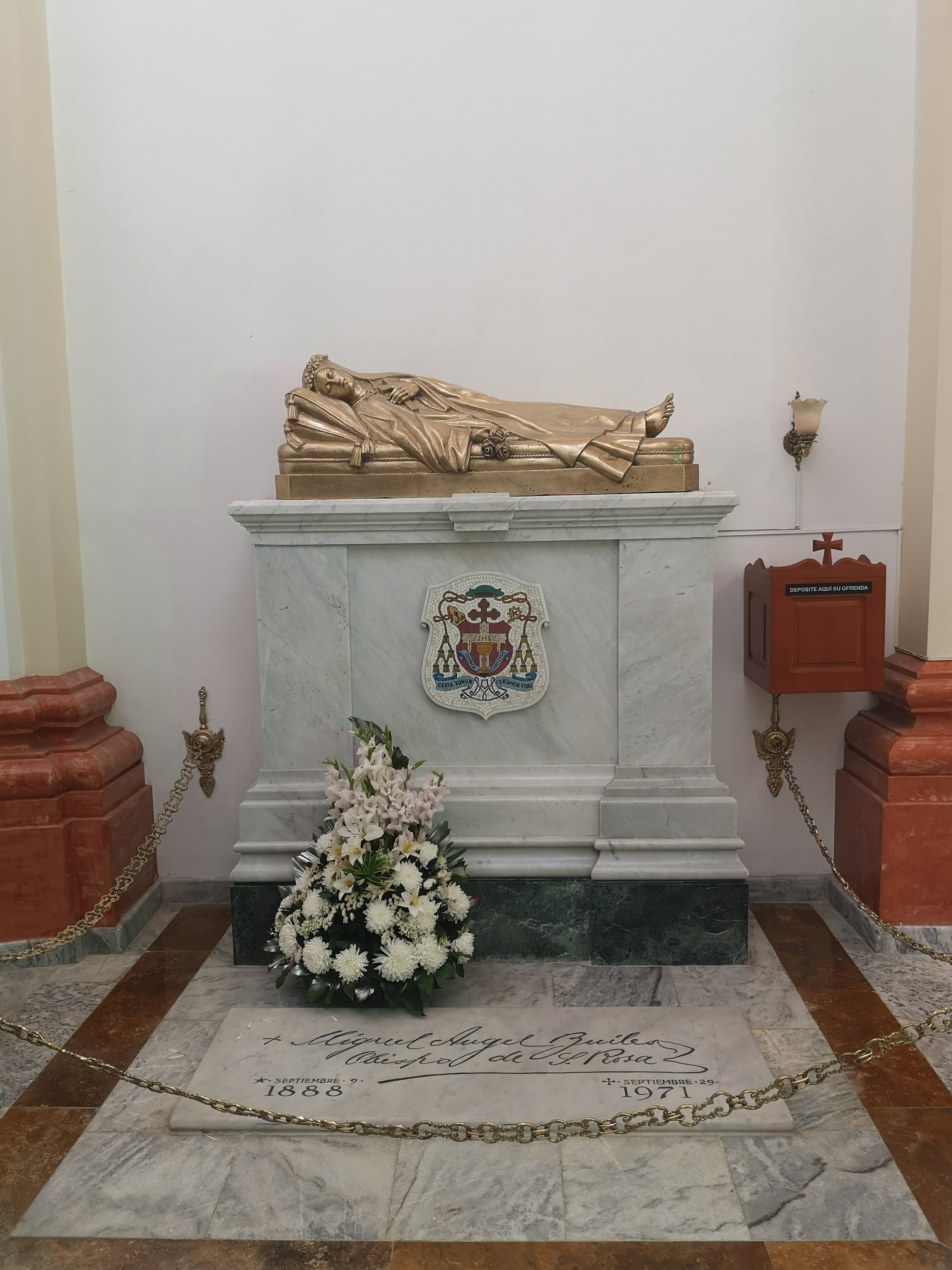
Tumba del Venerable Miguel Ángel Builes, la estatua representa "la muerte de Santa Teresita del Niño Jesús" su santa de devoción

Al centro del Presbiterio y detrás del Altar Mayor, se encuentra la cátedra o solio del Obispo con un monumental baldaquino rematado en una cruz con dos ángeles del juicio a cada lado, todo en mármol, mandados a realizar por monseñor Miguel Ángel Builes a la firma italiana U. Luisi y Cia, que contrató para su realización al escultor Ermenegildo Bibolotti, quien a su vez contrató al arquitecto santarrosano Carlos Enrique Barrientos para la coordinación del trabajo.
Separada por un enrejado del resto del templo en el que sobresalen los escudos de diversos obispos y de la diócesis; la Capilla del Santísimo donde se encuentra el Altar de la Reserva, el punto más importante de la Catedral, se encuentra al lado izquierdo del presbiterio, y posee un bello Sagrario esculpido en mármol y plata por Marco Tobón Mejía con dos estatuas de ángeles de Adoración y decorado por un marco con dos corderos dorados, su mobiliario está constituido solo por reclinatorios y antiguas lámparas de plata, de las cuales solo se conserva una en la actualidad, debido al robo relativamente reciente de la otra.
En la nave derecha se encuentra una pequeña capilla donde se ubican la estatua del Señor Caído al lado de un antiguo bautisterio actualmente en desuso, esta capilla posee candelabros eléctricos, una iluminación en luz led y un vitral que representa al Espíritu Santo.
La Catedral tiene a su vez un templo auxiliar en la parte trasera del edificio; conocido como el Oratorio, donde existe un Sagrario, un altar y donde se realizan diversos grupos de oración y ceremonias religiosas con un carácter más privado, cuyo acceso está en la fachada posterior del templo.
También se poseía un pequeño museo de arte religioso, localizado en las cúpulas frontales del edificio, pero el mismo fue retirado por disposiciones de seguridad. La colección contaba con obras pictóricas, escultóricas y diferentes utensilios religiosos de diversas épocas.
En la parte trasera del baldaquino, se encuentra un mausoleo que contiene los restos de destacados personajes del ámbito religioso, como Joaquín Guillermo González y Joaquín García Ordóñez; a su vez posee monumentos como el relicario que contiene el corazón de Maximiliano Crespo Rivera, que data de 1961 con su base ornamentada de mármol italiano; y el monumento "la muerte de Santa Teresita del Niño Jesús" en bronce, donde se encuentra enterrado el Venerable Miguel Ángel Builes.
Sobre los osarios se alza un enorme nicho que sobresale por encima de la Cátedra del Obispo, donde se encuentra una estatua de Cristo Crucificado y se expone El Santísimo esporádicamente.
En las bases de la cúpula mayor, sobre el altar, se alzan las pinturas de los cuatro evangelistas en un marco dorado, sostenidos por ángeles decorados en estas mismas condiciones. Los 12 apóstoles más San Pablo, se encuentran también pintados en cada una de las columnas del templo y al lado de la puerta Santa.

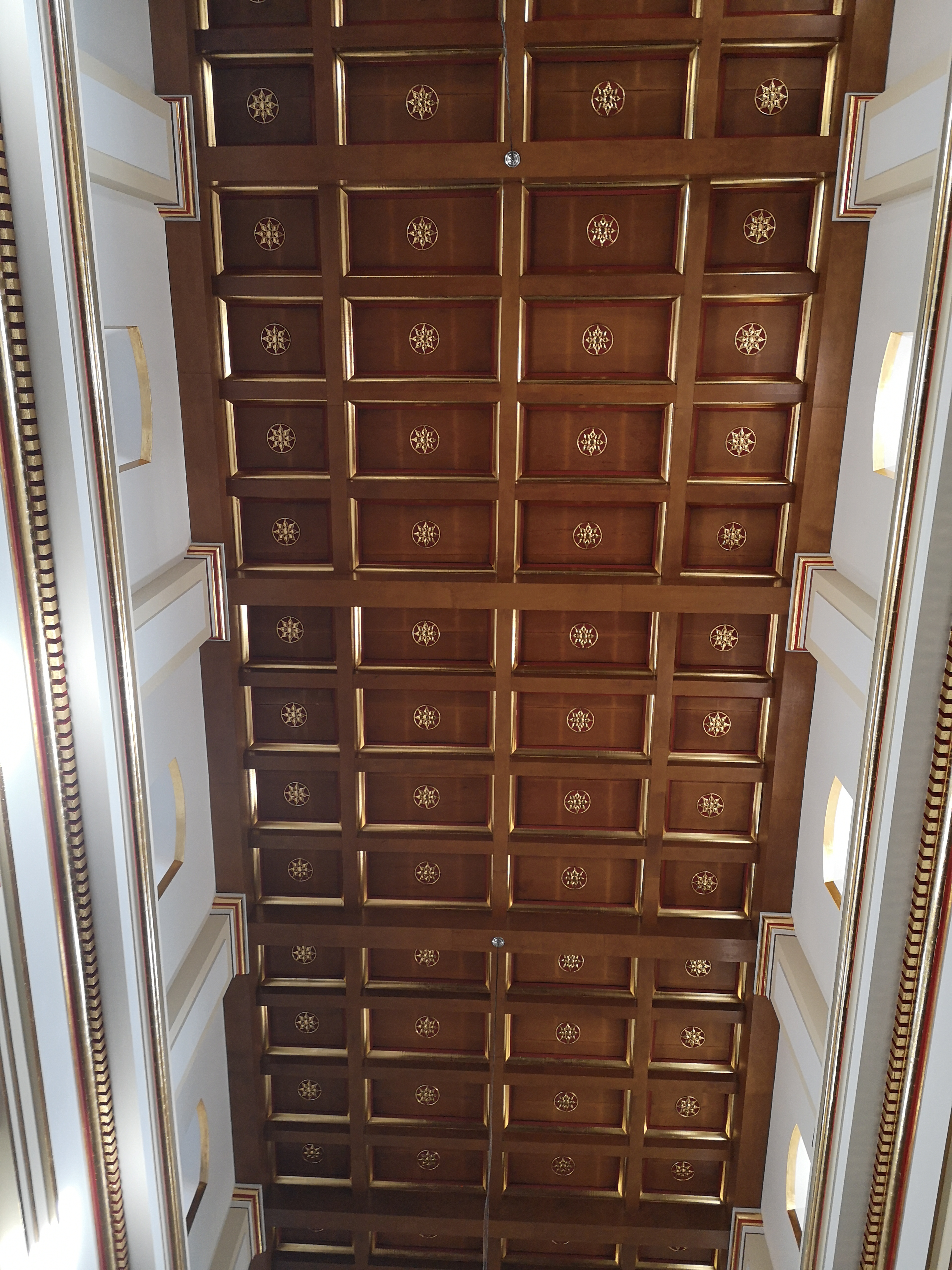
Casetones del Techo

El techo consta de casetones de madera decorados en dorado, con rosetas que son representativas de la catedral, ya que los confesionarios también las poseen, estas placas sostienen enormes lámparas de Cristal de diversos tamaños; constando de 3 tipos esencialmente; las seis menores ubicadas en las naves laterales, cuatro lámparas de mayor tamaño distribuidas en la nave central y el presbiterio; además de una lámpara grande, ubicada en el centro de la nave central, en la que actualmente se disponen bombillos de luz blanca tipo led. Estas lámparas fueron un regalo de la familia Calle hace ya muchas décadas.
Las puertas de la Catedral son 4, sobre el frontis se encuentran las de las 3 naves principales, siendo la del centro la Puerta Santa de los jubileos extraordinarios dictados por el Papa; la última puerta es mucho más reciente, y es la que se emplaza sobre la fachada posterior del templo y que da acceso al oratorio; esta puerta había permanecido sellada por un muro durante casi un siglo y fue recuperada entre el 2007 y 2008.

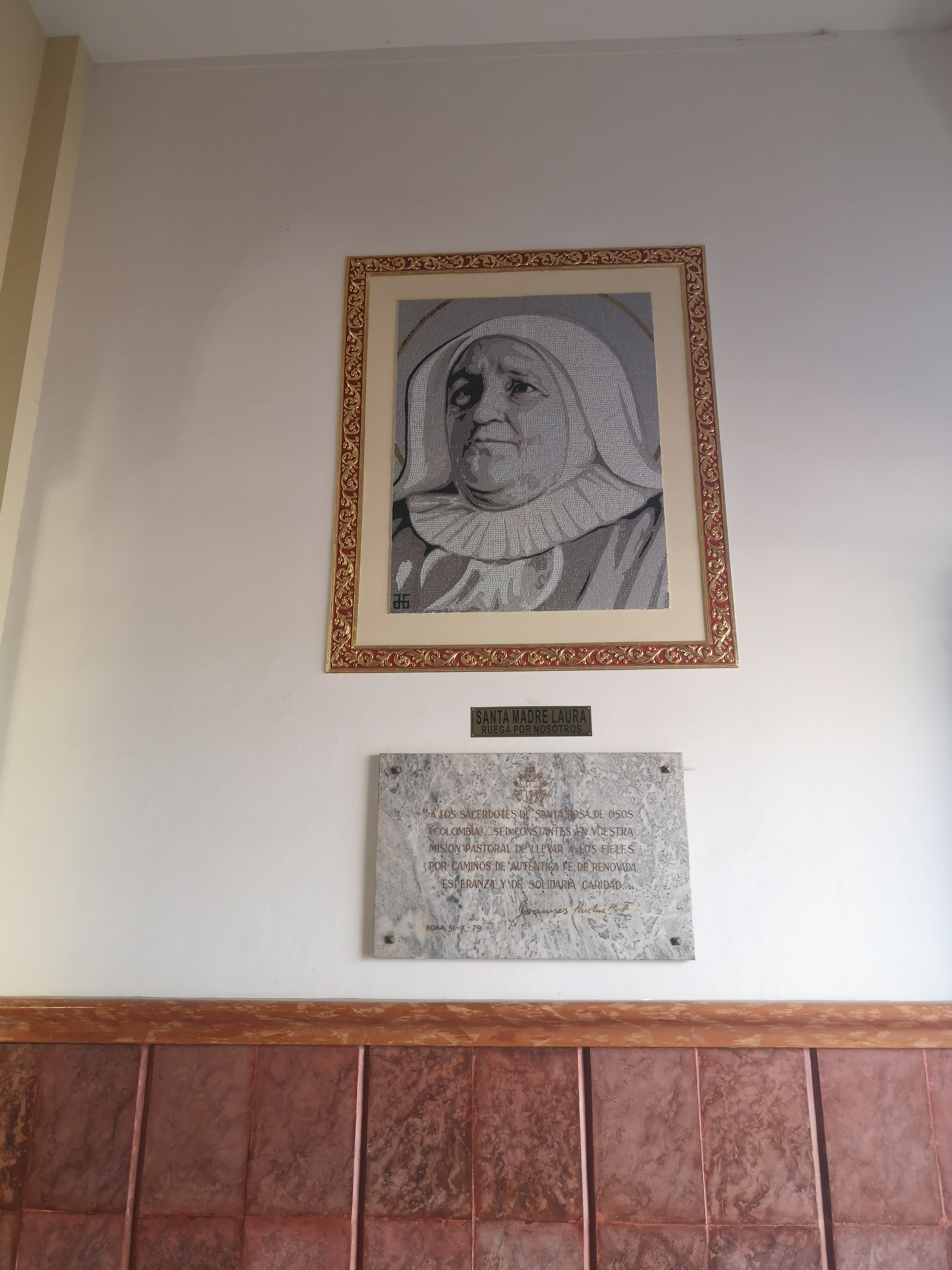
Mosaico de Santa Laura Montoya

En la nave izquierda justo después de la entrada se encuentra un mosaico del Beato Padre Marianito, figura sumamente relevante en la diócesis, al frente se haya uno exactamente igual de Santa Laura Montoya, primera santa colombiana, que desarrolló parte de su vida en el territorio diocesano (Amalfi y Donmatías), cuyos marcos están a su vez adornados en dorado, como gran parte de la ornamentación del templo, ya que los marcos de las vidrieras y todas las molduras del interior de la Catedral están doradas también, siendo el uso del pan de oro el distintivo decorativo más importante de la Catedral, aunque dadas las condiciones de baja ley del mineral usado, es un fin más estético que valioso.
En las columnas de que enmarcan las naves laterales de la entrada del templo, se tienen repisas similares a las del presbiterio con estatuas del Sagrado Corazón de Jesús; Patrono de Colombia y la Virgen del Carmen, la advocación mariana con mayor número de devotos en el país.

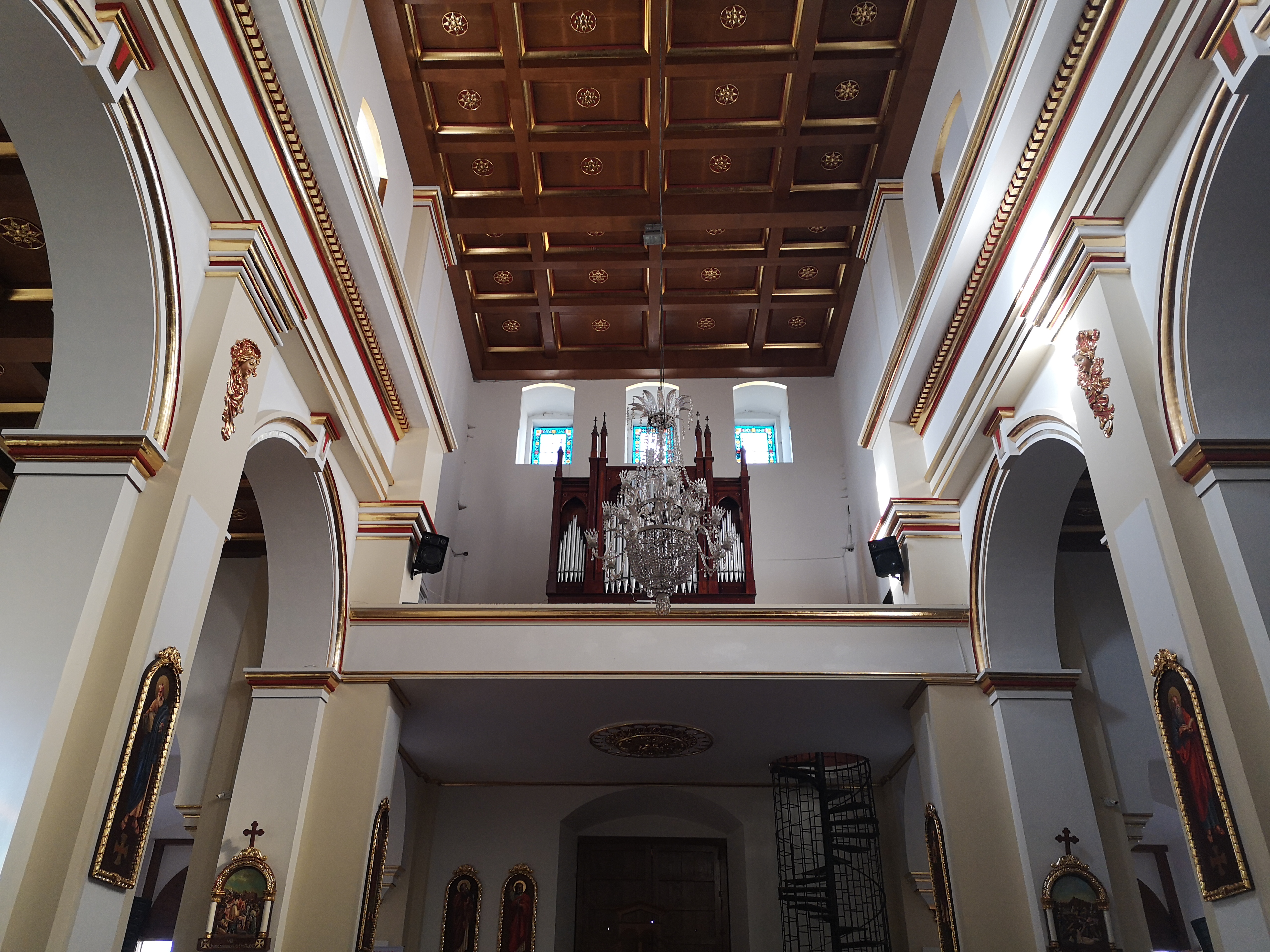
Órgano

En el coro del templo se ubica un hermoso órgano Eavaille Call, traído por el Venerable Miguel Ángel Builes de París, Francia en 1929.

#### Campanas
El sacerdote Rafael Baena trae desde París, Francia el reloj de la torre en 1889 fabricado por la casa Collin Suce de Wagner y coloca las campanas en 1898, en total fueron 6 campanas distribuidas entre las 2 cúpulas y la espadaña, las de la cúpula oriental, son las campanas de la misa, las más importantes, sus nombres son Petra y Petronila, que por historia popular, se dice, llevan el nombre de las personas que las regalaron, estas están colocadas en los claros de las vidrieras de la cúpula, una en la parte central de la fachada y la otra en la esquina hacia la calle Real, son accionadas por badajo, de manera manual desde el piso del coro del templo, y llevan inscrito que son un "regalo del generoso pueblo santarrosano".
En la cúpula occidental se encuentran las campanas del reloj; la más grande es la horaria situada en el claro izquierdo de la fachada, en el claro central se ubica la campana mediana de los cuartos y en el lado derecho, la campana pequeña de los cuartos; estas 2 últimas indican también a su vez cuando va a sonar la horaria. Las campanas del reloj suenan de manera automática por medio de martillos, en lo que se destaca la campana horaria que posee 2 de los mismos.
La sexta y última campana era posiblemente la campana mayor del templo, ubicada en el centro de la ahora inexistente espadaña, la cual solo era tocada en las misas pontificales y solemnidades, esta campana fue retirada luego de que un terremoto afectara la estructura donde se ubicaba.

### Reformas y daños
En el interior del templo las reformas han sido variadas a lo largo de la historia, se han colocado elementos de mejor calidad o se han adicionado o quitado algunos en su mayoría con fines estéticos; sin embargo a nivel arquitectónico, las únicas diferencias que posee la Catedral en la actualidad, con respecto al diseño original, son las que ocasionó el terremoto del 10 de abril de 1911, que a las 13:42 hora local y con una magnitud de 7.2 (Ms) y una profundidad de 120 km; derrumbó parcialmente el templo, donde la consecuencia más significativa hoy en día es la ausencia de las 2 águilas de bronce en vuelo, esculpidas por WALDO RODRÍGUEZ SILVA, mandadas a hacer por Joaquín Guillermo González, (gestor del tempo) que a modo de gárgolas enmarcaban la espadaña de la Catedral entre las cúpulas del campanario.
Las águilas fueron pagadas por el señor José María Jaramillo y su esposa Susana Santamaría. Cuenta una leyenda que estas águilas el pueblo de antaño las identificaba con las personas de Anacleto Marín y Manuel María Fernández, personajes destacados de la época; sobre las águilas se tejieron muchas historias y aún permanecen en la nostalgia popular, a pesar de haber desaparecido hace más de un siglo. Esta espadaña guardaba la que muy probablemente fuera la campana mayor de la Catedral, la cual solo se tañía en las misas pontificales y solemnidades.

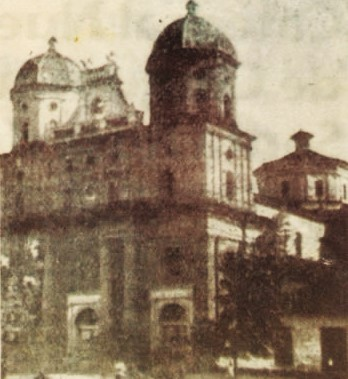
Catedral de Santa Rosa de Osos en 1885

La espadaña que contenía estos preciados elementos, se partió en 2, una de las águilas cayó al atrio, la campana quedó semi sostenida y la otra águila permaneció en su lugar, esto generó que la estructura fuese demolida. Siendo la pérdida más significativa de la Catedral en términos arquitectónicos; ya que la pequeña torre octogonal que se ubicaba sobre el Altar, al derrumbarse también como consecuencia del terremoto, fue reemplazada tiempo después por la monumental cúpula mayor de la Catedral, que se acomodó de manera ideal a la arquitectura ecléctica de la edificación, dándole mayor imponencia al edificio con su estructura de bronce dorado
Las águilas y la campana, luego de haber sido retiradas de la averiada espadaña, fueron vendidas, con el fin de recaudar fondos para la reconstrucción de la cúpula mayor, ya que el Altar había quedado a la intemperie y ameritaba una solución inmediata. . Este suceso ocurrió cuando el sacerdote Rafael Baena era párroco. Sin embargo la cúpula fue ornamentada y reformada a su condición actual en la década de 1940 por el sacerdote Pedro Luis Osorio.
A finales de la década de los 2000, se realizó un proyecto serio por parte de la Parroquia, sobre la restauración de la Espadaña de la Catedral y la colocación en ella de una nueva campana (quizás una nueva campana mayor para volverse a tañer en solemnidades como Navidad, Resurrección, etc); este hecho que se sometió a votación popular, donde se presentaba el diseño histórico de las águilas vs un nuevo diseño con un ángel, dio como resultado que a petición popular volvieran las águilas a enmarcar el templo; sin embargo este proyecto hasta el día de hoy no ha logrado iniciarse ni siquiera en el marco del centenario de la diócesis, a pesar de que a nivel popular el regreso de las águilas goza de gran aceptación y querer de la feligresía.

Otro evento que vale la pena mencionar fue el incendio ocurrido en la Sacristía de la Catedral en 2007, donde se consumieron importantes obras de arte con gran valor histórico y cultural, como las estatuas de San Pascual Baylón, San Roque, el Pesebre y la Inmaculada Concepción. 

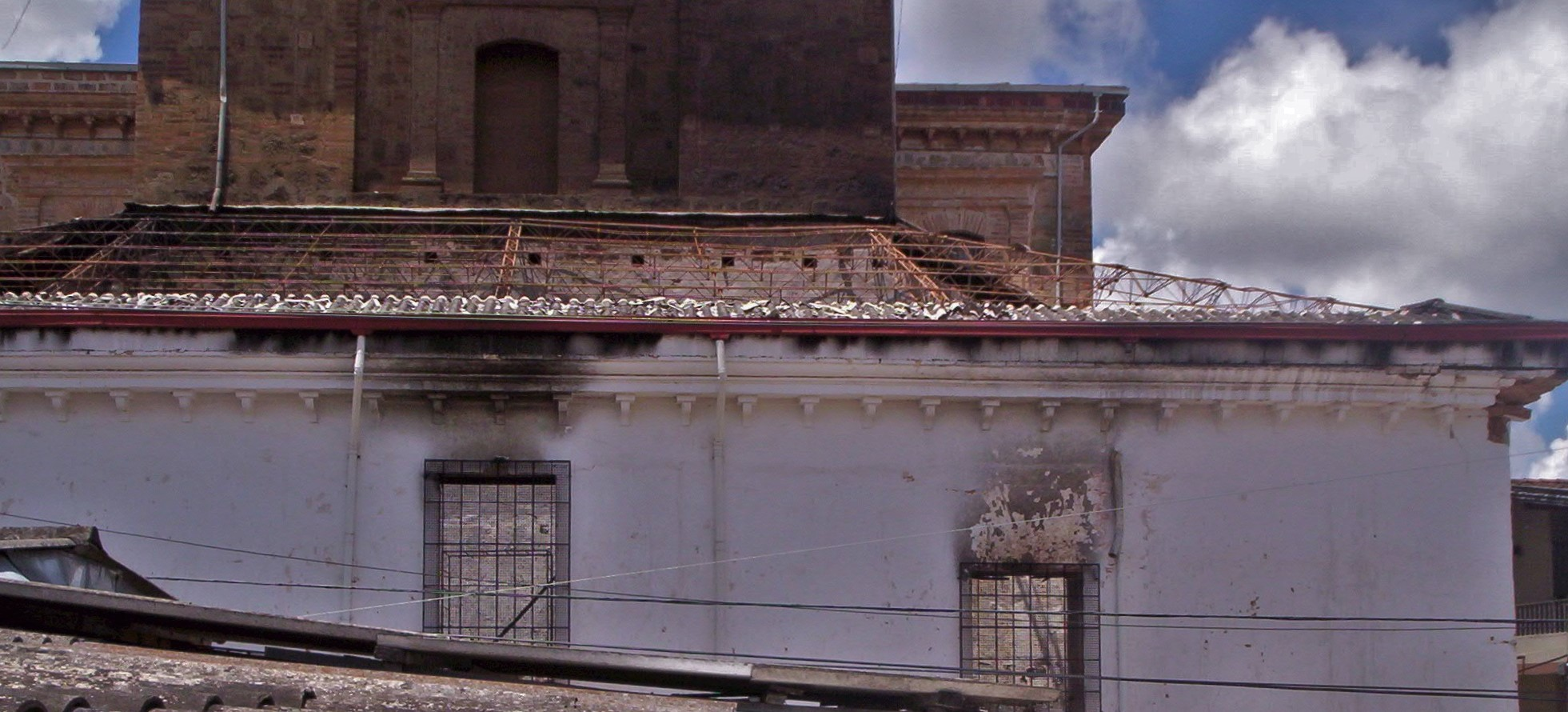
Fachada posterior de la Catedral luego del incendio de 2007

Dicho evento aunque trágico, propició la creación de una capilla anexa, en la parte trasera del templo, que funcionaba como depósito de imágenes y que en la actualidad, funciona como oratorio Semipúblico, donde se realizan diversas ceremonias y eventos, y donde además se encuentra un Sagrario y diversos nichos con imágenes religiosas, dando un aire renovado a la Catedral y al sector posterior del templo.

## Semana Santa
La Semana Santa de Santa Rosa de Osos, es la más reconocida del Norte Antioqueño y una de las más importantes del departamento por su solemnidad y tradición; al ser cabecera de la diócesis realiza con gran fervor las expresiones litúrgicas y populares de la semana mayor; y aunque cuenta con la participación de todas las parroquias, la Catedral, es la que se encarga de los pasos de las procesiones. Contando con 37 figuras escultóricas, más la cruz, que desfilan sin palio por las calles principales del municipio.

### Imágenes
Las imágenes procesionales son de diversas épocas, la gran mayoría son esculturas de la Escuela Quiteña de unos 150 años de antigüedad, de madera y revestidas en policromía, Existen también esculturas locales como El Nazareno, realizada en el taller de los Carvajal, de origen antioqueño; y otras que fueron conseguidas en el siglo XXI.
Cuenta una leyenda no muy bien documentada, que las esculturas de los judíos eran de mayor número de los que hay ahora, pero que por su aspecto poco atrayente, (que aún se percibe en los que se conservan) fueron desechados.
Figuras que procesionan o se veneran en la Catedral:
- Jesús:
- Jesús Triunfante: Procesiona el domingo de ramos junto con la burra, también sale el lunes santo en la representación de la unción de Betania con María Magdalena y Judas, y el martes santo en la representación del anuncio de la Traición con San Pedro y de nuevo Judas. El jueves santo se exhibe en el altar durante la celebración de la última cena. Sale en la procesión de medianoche del domingo de resurrección luego de la solemne vigilia pascual.
- El Nazareno: Se Exhibe todo el año en la Capilla de la Humildad, sale el miércoles santo, y también el Viernes Santo en representación de la segunda estación del viacrucis.
- Señor de la Humildad: La imagen más importante de la Semana Santa santarrosana, tiene su propia capilla donde se venera todo el año, además  sale el miércoles santo y el Viernes Santo como el único paso alegórico.
- Jesús en Getsemaní: Sale el jueves santo en la procesión del Prendimiento. ￼
- Señor de la sentencia: Sale el Viernes Santo como parte de la representación de la primera estación. ￼
- Señor caído: 3 figuras que representan las 3 caídas de Jesús camino al calvario, solo procesionan en el Viacrucis del Viernes Santo; la imagen de la primera caída se venera todo el año en La Catedral dentro de su propia capilla auxiliar; además, la imagen de la segunda caída se venera todo el año en la capilla de la Humildad en la nave lateral izquierda. ￼
- Jesús camino al Calvario: 3 figuras que salen en el viacrucis del Viernes Santo, la primera sale con la Dolorosa y San Juan, en representación de la cuarta estación, la segunda con Simón de Cirene en representación de la quinta estación y la tercera con la Verónica como parte de la sexta estación. ￼
- Jesús Despojado: Similar al Señor de la Humildad, representa la décima estación, solo sale en el Viacrucis.
- Jesús Crucificado: Se venera todo el año en la Catedral, exhibido en el presbiterio al lado del Sagrario, procesiona el Viernes Santo, como la XI estación.
- Jesús Muerto en La Cruz: Se exhibe el Viernes Santo en la Catedral durante la liturgia de la Muerte del Señor, el sermón de las 7 palabras y rezo de las estaciones XII Y XIII del Viacrucis, formando parte del conjunto escultórico del Calvario, procesiona amortajado para El Sepulcro y luego se exhibe todo el sábado santo allí para veneración pública.
- Resucitado: Dos imágenes exactamente iguales, la primera no procesiona y se exhibe para veneración pública desde la solemne vigilia pascual, hasta finalizada la pascua en la Catedral; la segunda sale en la procesión mayor del domingo de resurrección.

-Virgen María:
- La Dolorosa: La imagen mariana más importante de la semana mayor, tiene dos figuras, la de arte quiteño,  procesiona el Viernes de Dolores, además del Viernes Santo, junto con San Juan y Jesús camino al Calvario como representación de la cuarta estación. Se exhibe para veneración pública el sábado santo y sale luego junto con San Juan y María Magdalena en la procesión de la Soledad. La segunda imagen es en escultura maciza y no procesiona, únicamente se exhibe el Viernes Santo en la Catedral durante la liturgia de la Muerte del Señor, el sermón de las 7 palabras y rezo de las estaciones XII Y XIII del Viacrucis, formando parte del conjunto escultórico del Calvario.
- Virgen de la Alegría: Procesiona el domingo de resurrección. Puede salir también el domingo de ramos, Al ser una imagen mariana, puede salir el Viernes Santo en representación de la XIII estación, como "La Piedad" junto con la imagen de Jesús Crucificado en sus brazos.

-  Apóstoles: 
- San Juan: Cuenta con dos imágenes; la primera, de arte quiteño, procesiona el domingo de ramos, el Viernes Santo en el viacrucis, como parte de la cuarta estación, y el santo sepulcro, el sábado santo en la soledad de la Santísima Virgen y el domingo de Resurrección en la procesión mayor del Resucitado. La segunda imagen de San Juan es en escultura maciza y no procesiona, únicamente se exhibe el Viernes Santo en la Catedral durante la liturgia de la Muerte del Señor, el sermón de las 7 palabras y rezo de las estaciones XII Y XIII del Viacrucis, formando parte del conjunto escultórico del Calvario.
- San Pedro: La imagen de San Pedro, procesiona el domingo de ramos, el martes santo en el anuncio de la traición, el jueves santo en el prendimiento, el Viernes Santo como parte de la primera estación y el domingo de resurrección.
- San Andrés y los otros dos apóstoles: Solo procesionan como tales, el domingo de ramos.

- 3 Marías:
- Santa María Magdalena: Procesiona ocasionalmente el domingo de ramos, sale el lunes santo con Jesús y Judas en la unción de Betania, el Viernes Santo en compañía de las otras 2 Marías en el Viacrucis representando la octava estación, juntas también procesionan en el santo sepulcro y el domingo de resurrección; sale de manera independiente también el sábado santo en la procesión de la soledad de la Virgen.
- Santa María de Cleofás y Santa María Salomé: Procesionan ocasionalmente el domingo de ramos, y junto con María Magdalena el Viernes Santo en el viacrucis y el santo sepulcro, también en el domingo de resurrección.

- Otras figuras:
- La Santa Cruz: Procesiona el miércoles santo, y el Viernes Santo en el viacrucis y el santo sepulcro.
- Ángeles; Dos figuras escultóricas macizas, que salen siempre con Jesús resucitado el domingo de resurrección en la procesión mayor. Ocasionalmente sale uno de ellos el jueves santo en la procesión del prendimiento.

- Santa Verónica y Simón de Cirene: Salen cada uno con Jesús camino al Calvario en representación de la  quinta y sexta estación, en el viacrucis del Viernes Santo.
- Soldados romanos: Dos figuras, salen de manera fija en el Viacrucis del Viernes Santo, normalmente en las representaciones de las estaciones I y XI, pueden salir ocasionalmente en el domingo de resurrección y otras procesiones.
- Judíos. Dos figuras, salen en el viacrucis, uno de ellos sale como Judas el lunes y martes santo.
- Poncio Pilato: Sale con El Señor de la Sentencia en representación de la primera estación.

Figuras que se veneran en la Basílica:
Las imágenes de la Basílica no salen en procesión, cuenta con una imagen de Jesús que se exhibe durante la eucaristía de la Cena del Señor el jueves santo. Cuenta además con la Virgen Dolorosa que se venera especialmente el sábado santo. Normalmente se exhiben durante la Semana Santa al interior del templo.

El Resucitado además también se exhibe desde la Vigilia de resurrección hasta finalizada la pascua, igualmente ocurre en la Capilla de las Clarisas.

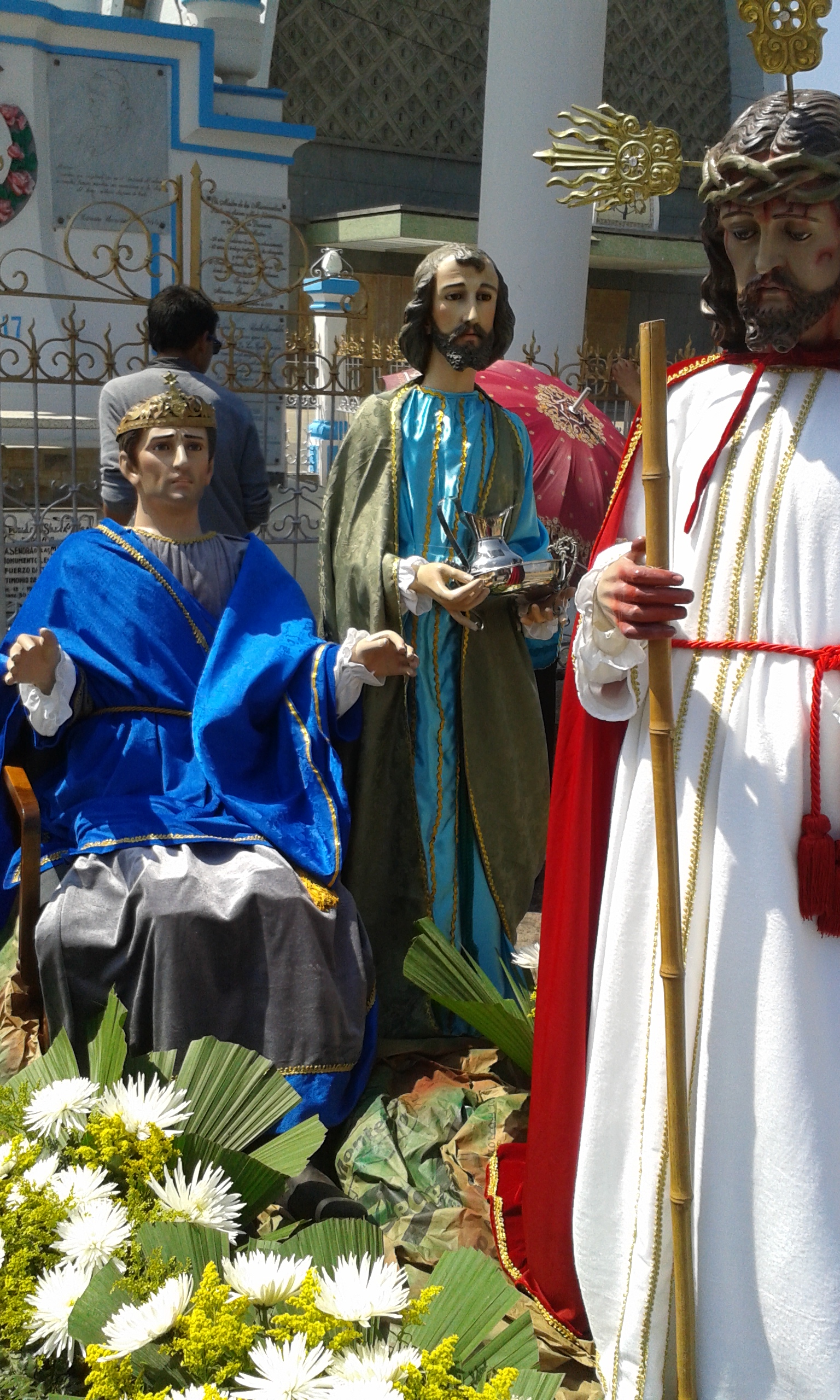
Paso de Jesús condenado a muerte por Poncio Pilatos
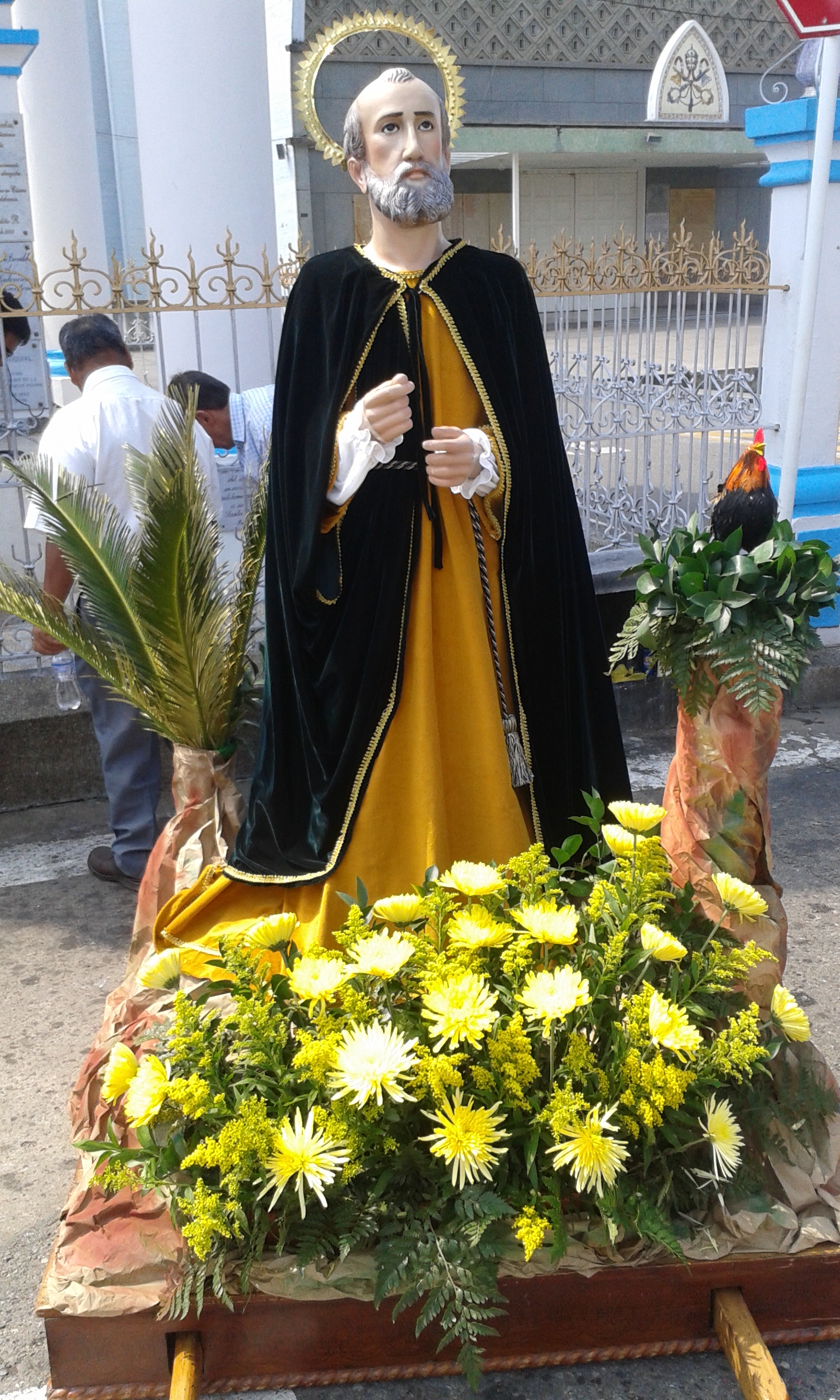
Paso de la negación de San Pedro.
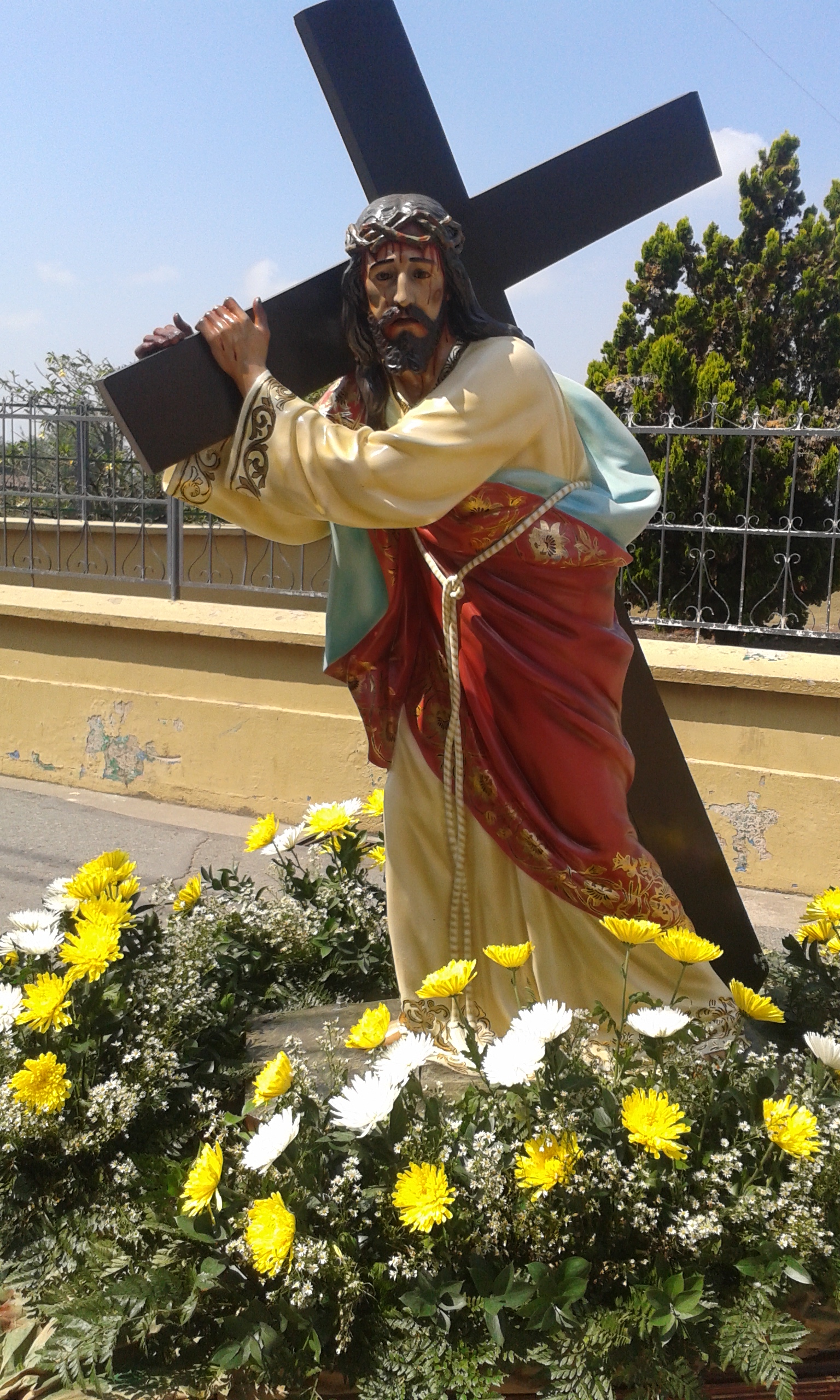
El Nazareno, la imagen más pesada de las procesiones.
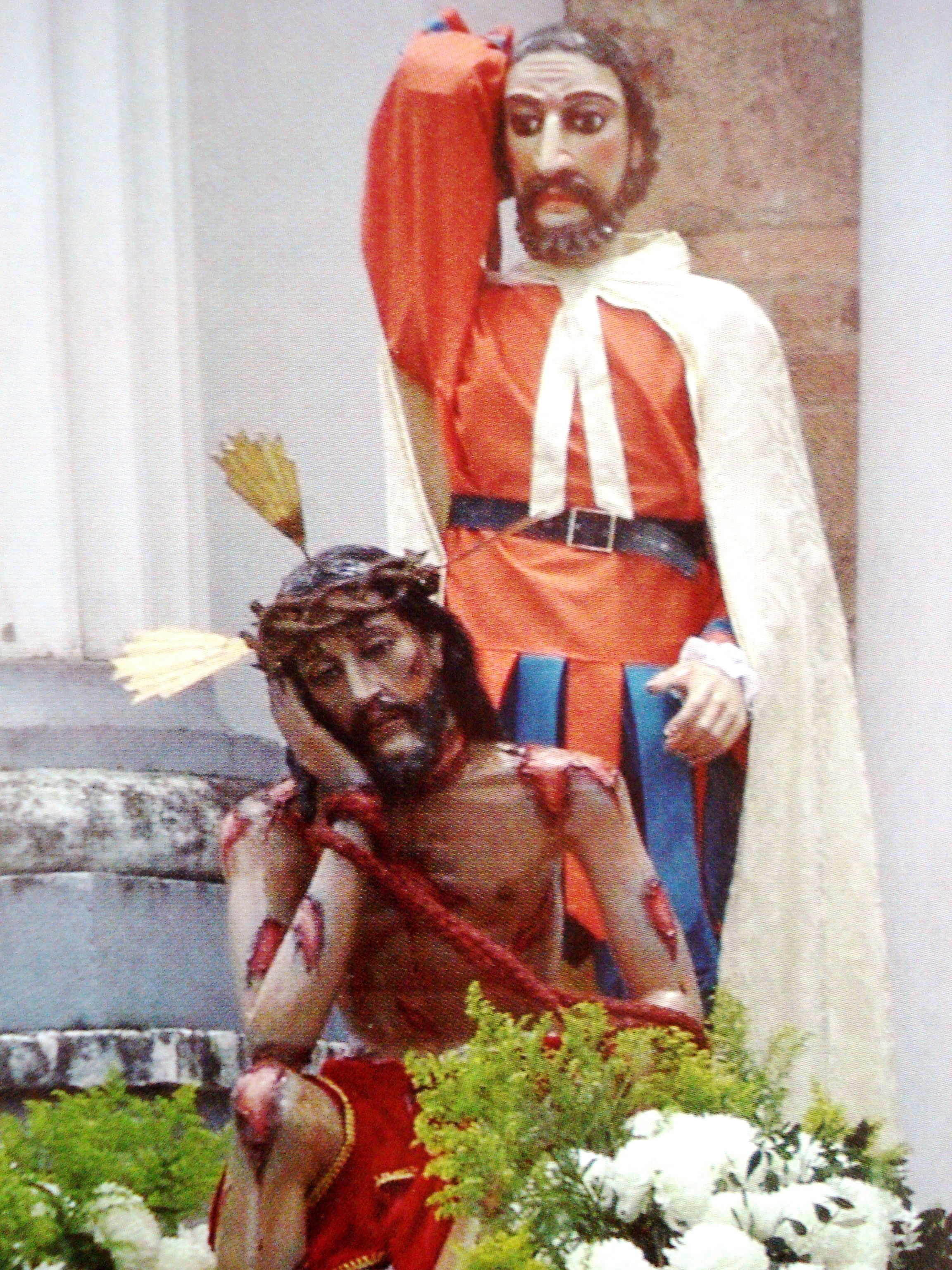
Señor de la Humildad
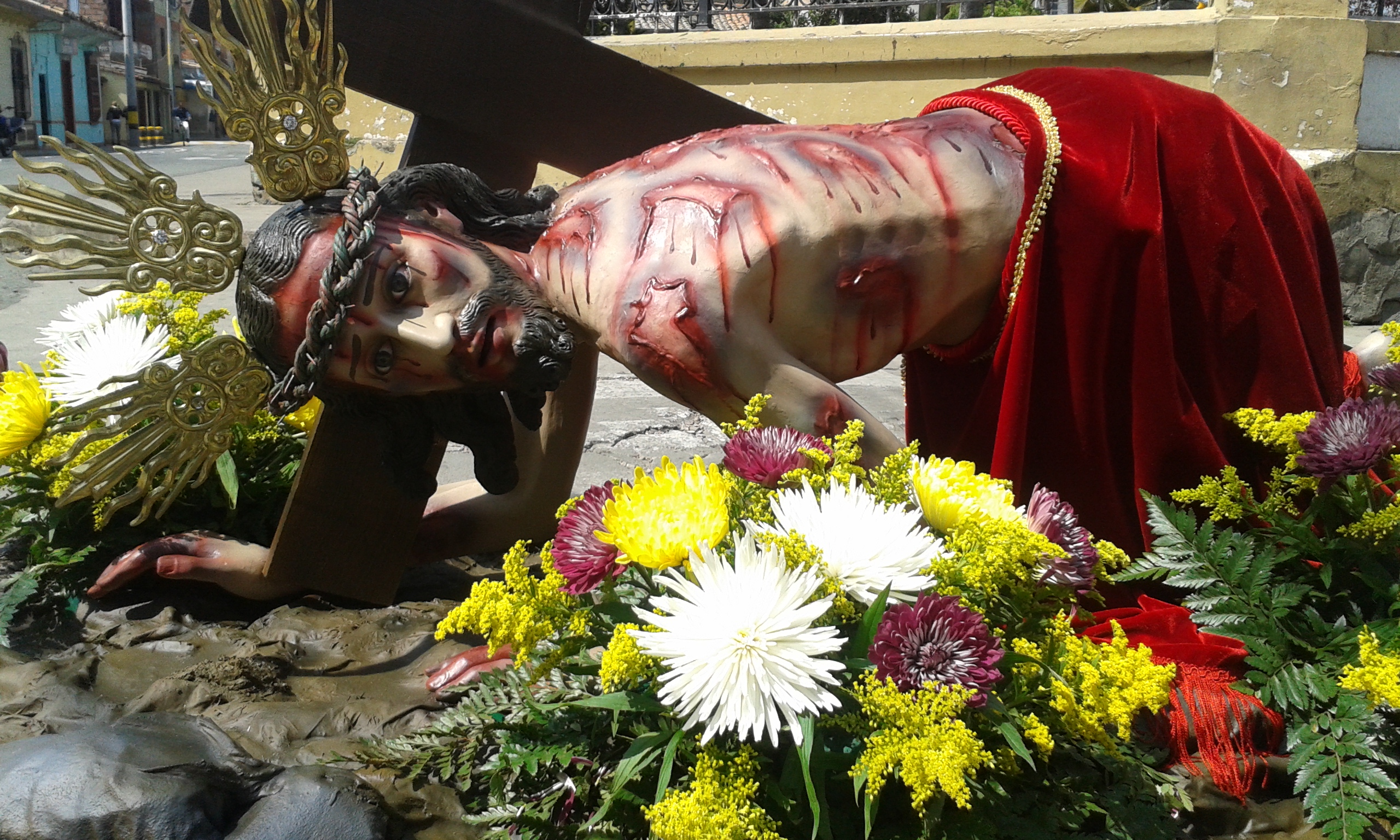
Señor Caído del Parque Berrío, la más antigua de las 3 caídas.
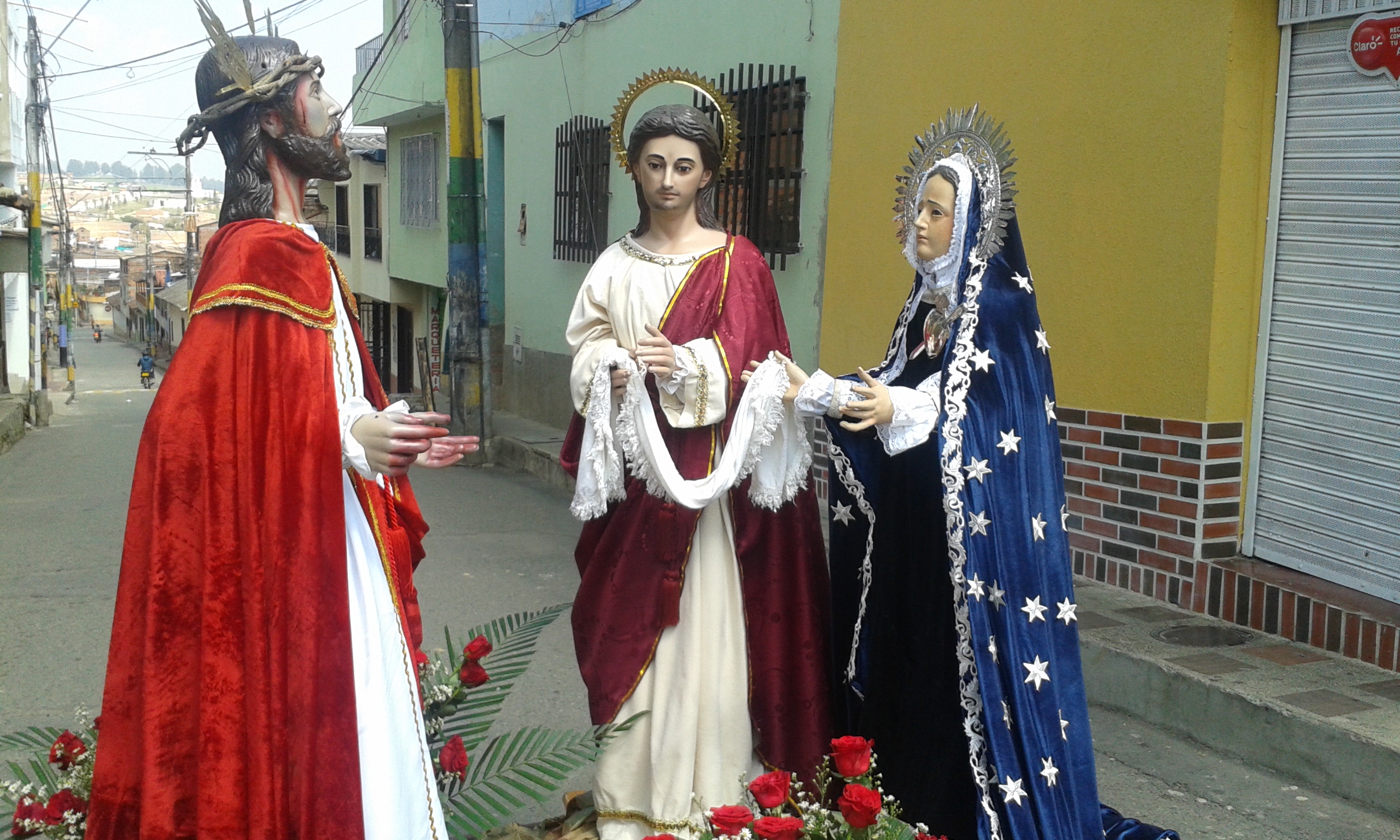
Paso de Jesús al encuentro con su Madre; al centro la imagen de San Juan
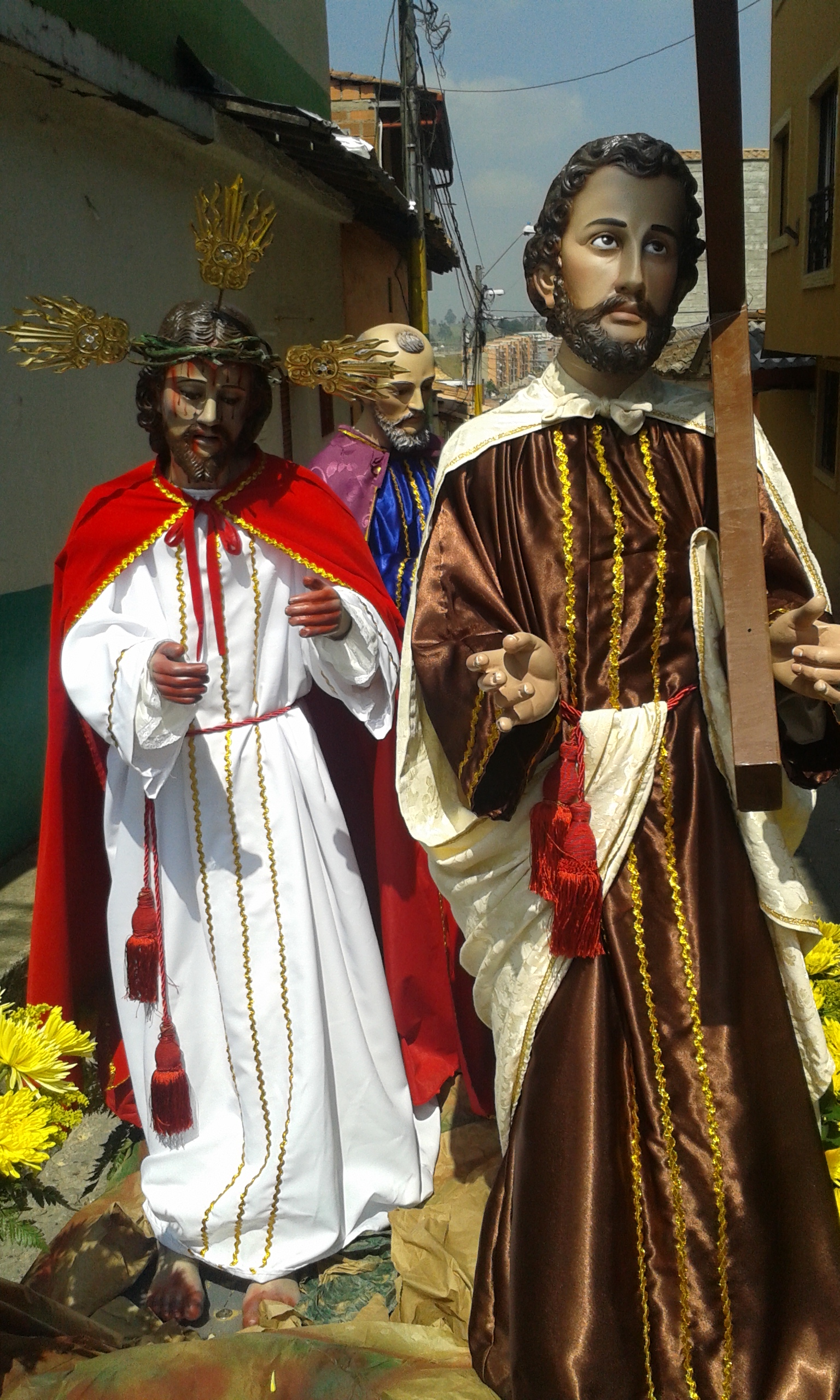
Paso de Simón de Cirene
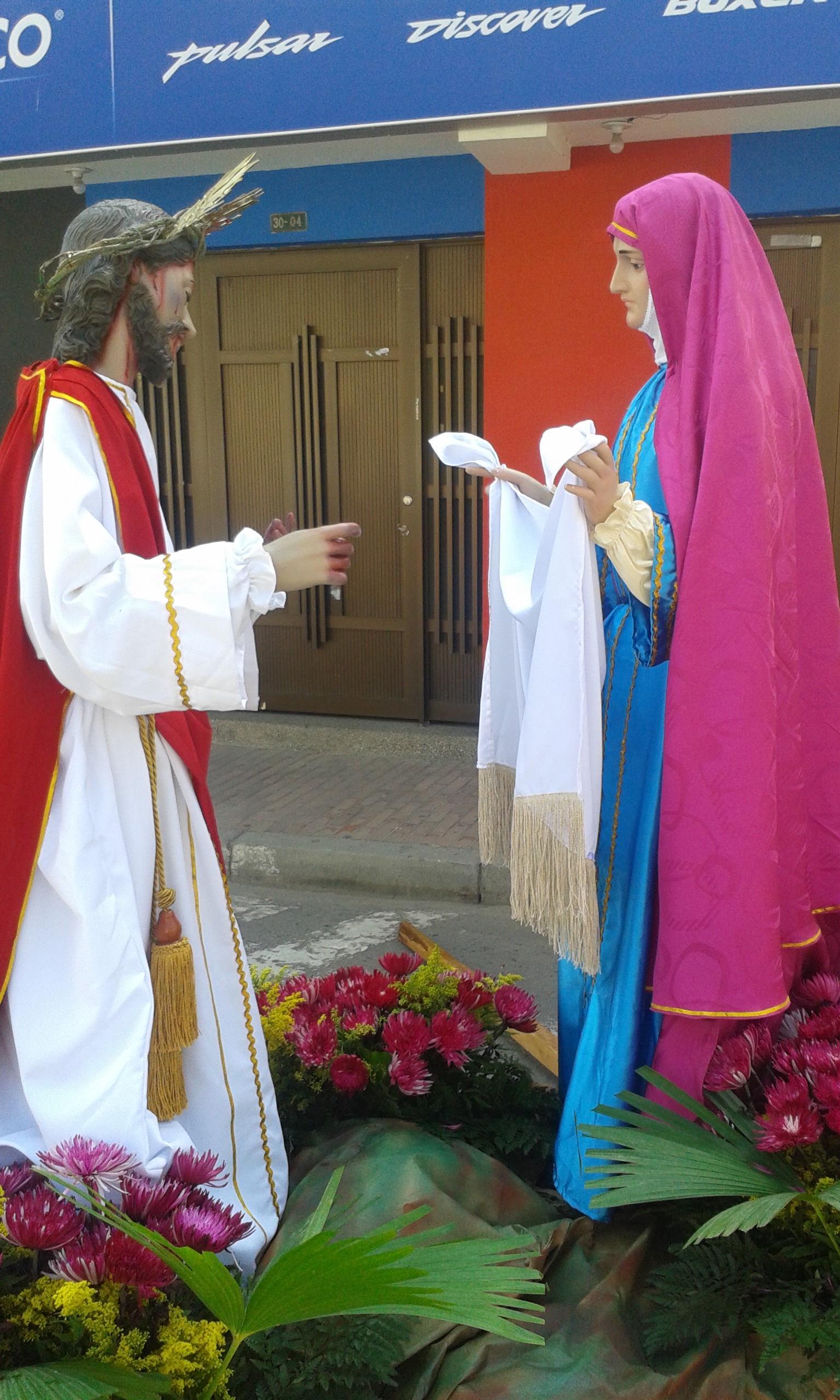
Paso de La Verónica
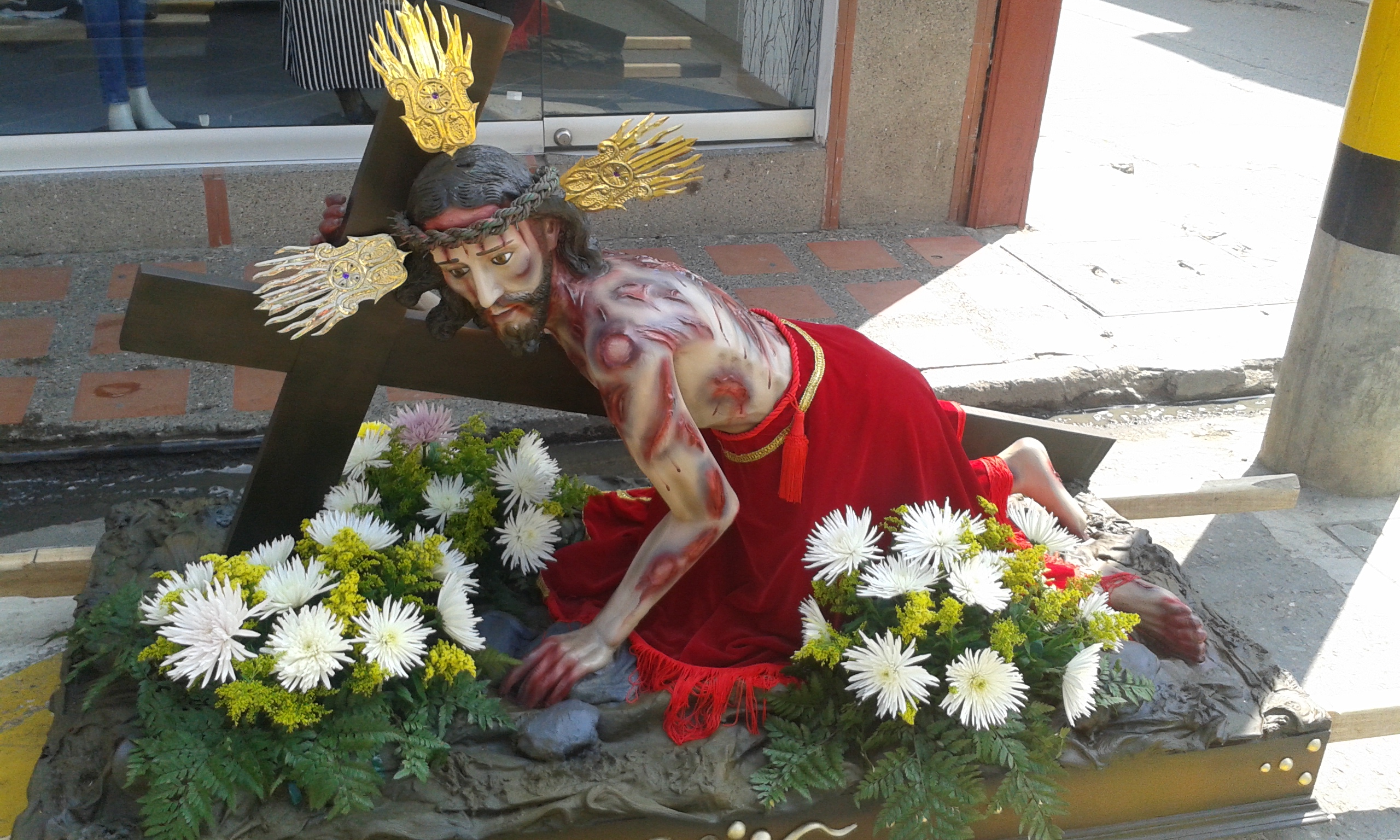
Paso de la Segunda Caída.
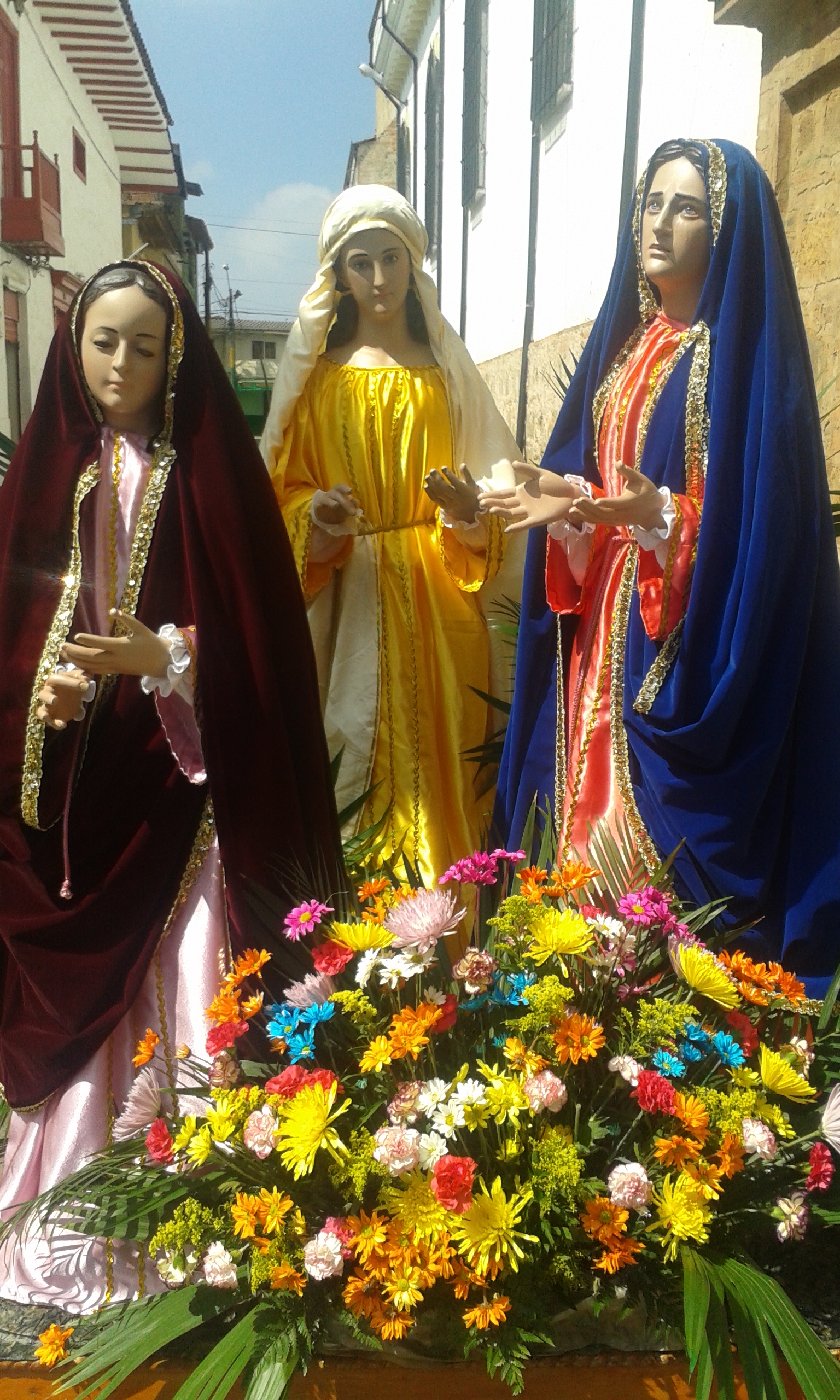
Paso de las Tres Marías, las santas mujeres Salomé, Cleofe y Magdalena
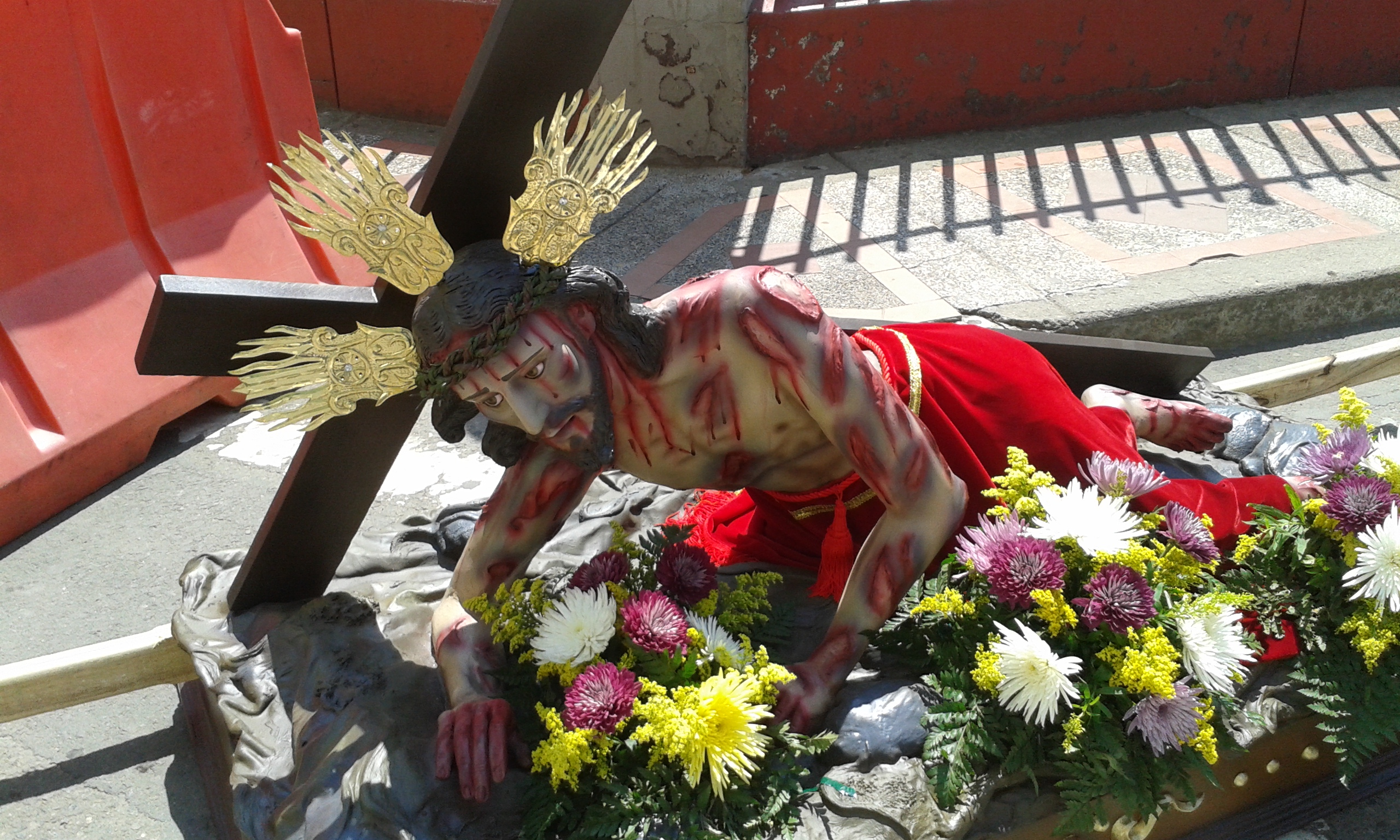
Paso de la tercer caída.
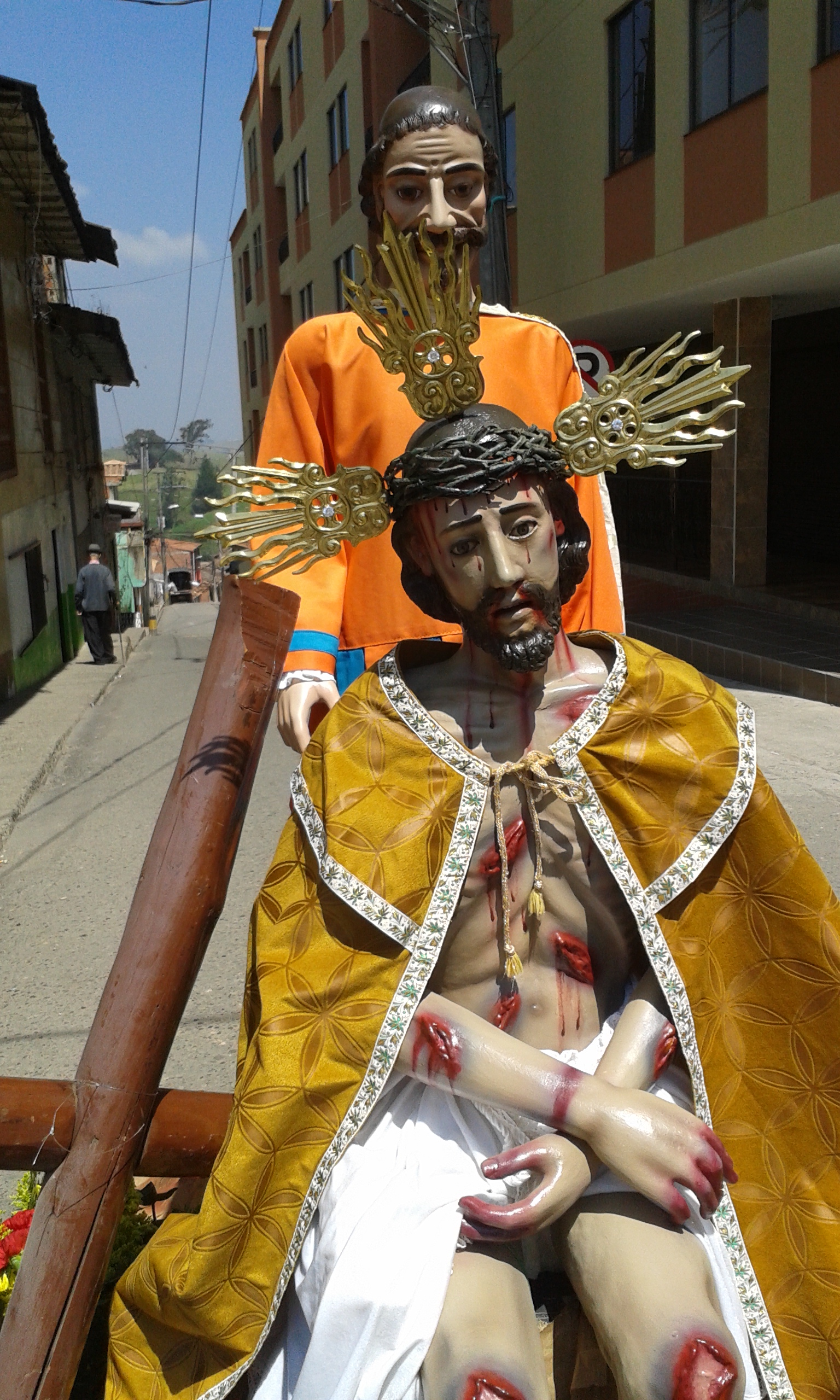
Paso de Jesús despojado de sus vestiduras
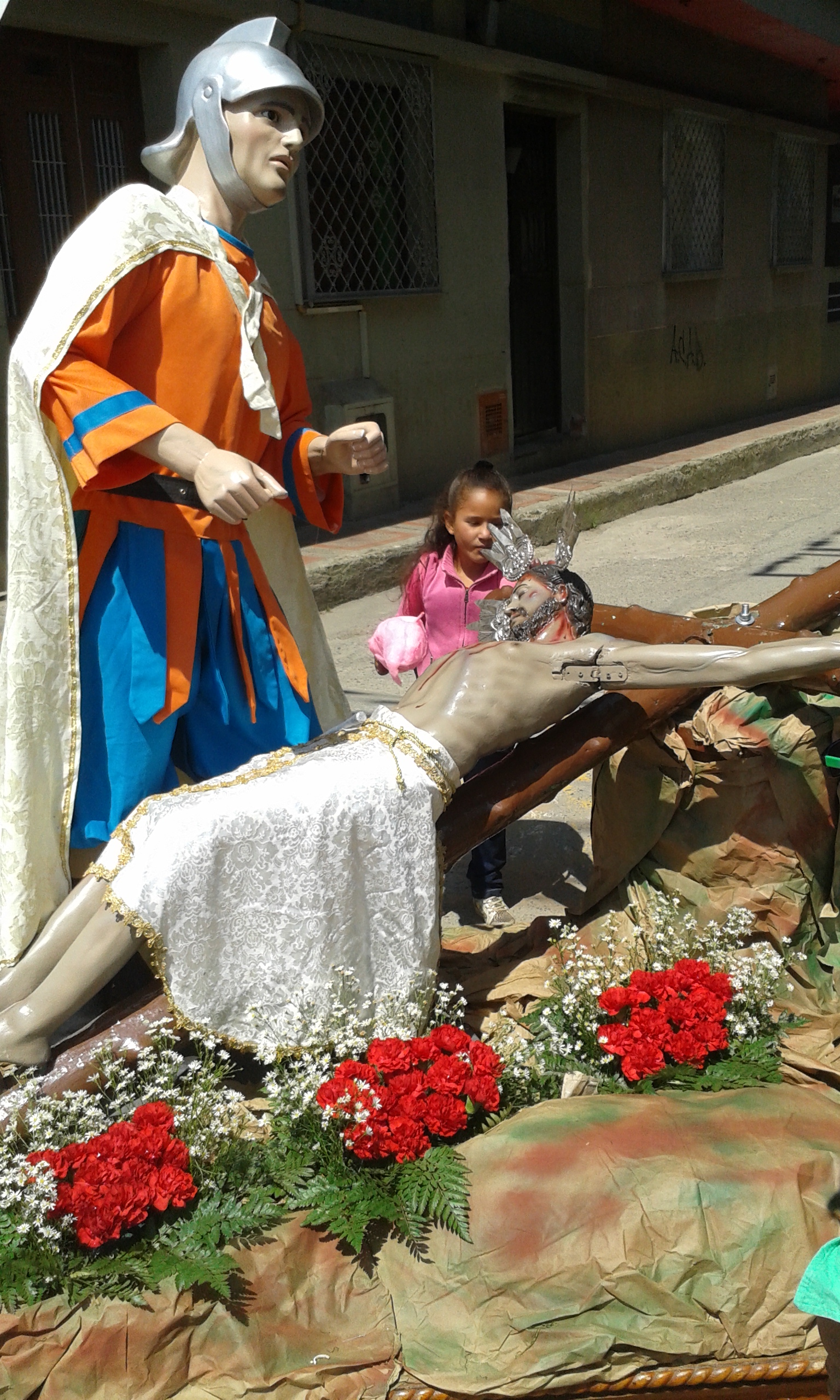
Paso de Jesús clavado en la Cruz
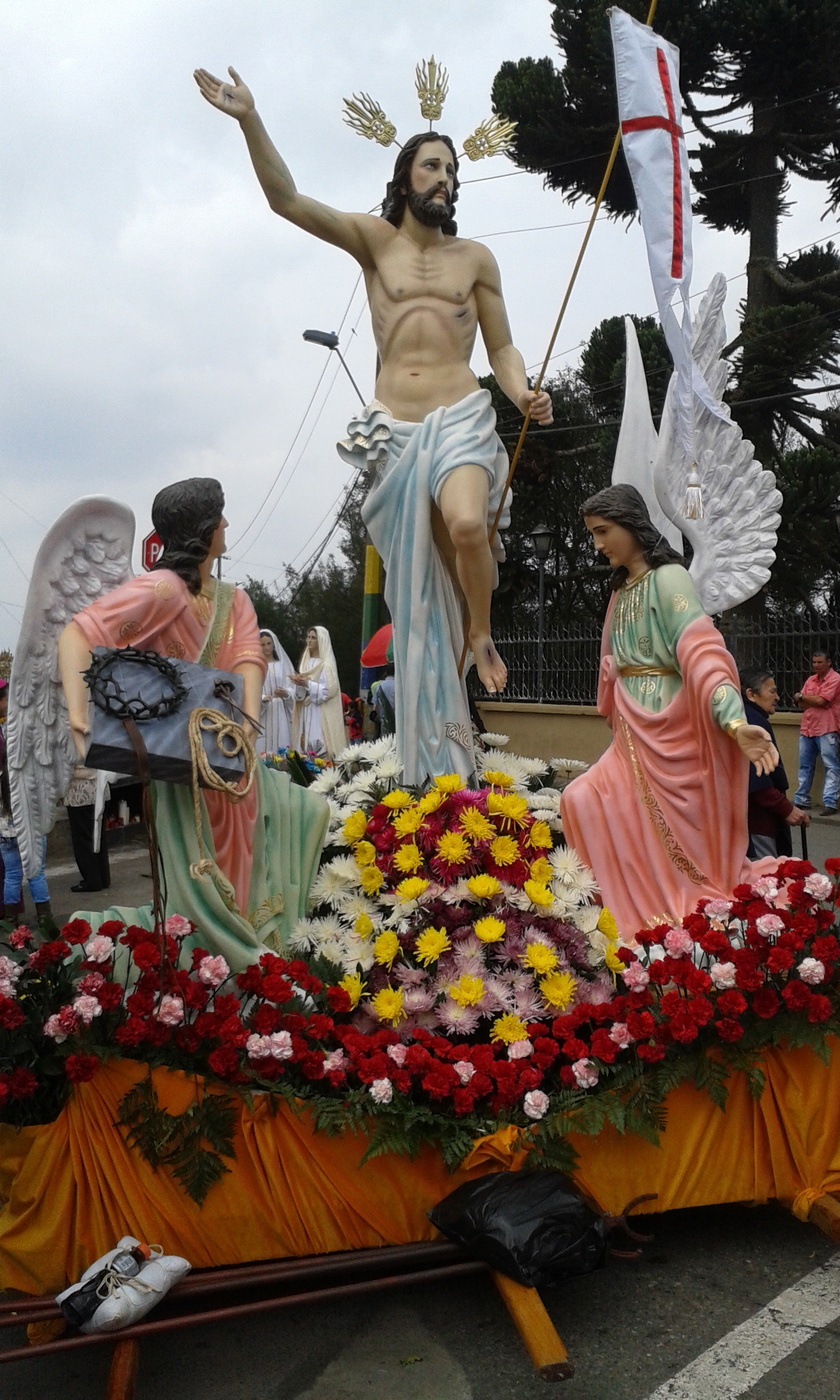
Paso de Jesús Resucitado

### Procesiones y ceremonias
Los días viernes de Cuaresma, se realiza el rezo del Santo Viacrucis, a veces al interior de los templos (Basílica o Catedral) o en los diversos sectores de cada una de las parroquias según sea el caso.
Viernes de Dolores:
En las parroquias se exhibe la imagen de la Virgen Dolorosa para veneración pública; en la Catedral se saca en procesión por el Parque Principal o algún barrio del municipio, mientras se realiza el rezo del Santo Viacrucis.
Domingo de Ramos:
La procesión sale del templete de la Virgen de las Misericordias, rumbo avenida Crespo, calle el Palo y calle real y finaliza en la catedral, sale la imagen de Jesús Triunfante, los apóstoles y pueden salir las tres Marías y la Virgen de la alegría.
Lunes Santo:
Se realiza una procesión corta, con el rezo del Viacrucis, en sectores aledaños a la Catedral, con el paso de la unción de Betania, con las imágenes de Jesús, María Magdalena y Judas.
Martes Santo:
Se realiza una procesión corta, con el rezo del Viacrucis, en sectores aledaños a la Catedral, con el paso del anuncio de la traición, con las imágenes de Jesús, San Pedro y Judas.
Miércoles Santo:
Desde el cementerio de la Misericordia en el barrio Banqueos, sale el tradicional Viacrucis de las Cruces, donde los participantes portan cada uno un crucifijo, salen el Nazareno, con el paso de la Santa Cruz y El Señor de la Humildad. La procesión va por la calle Camellón, La Ronda, Parque Berrío, Calle Nueva y termina en la Avenida Crespo, en la Basílica, con la eucaristía.
Jueves Santo:
Cada parroquia realiza la solemne misa de la última cena, la institución de la Eucaristía y el Orden Sacerdotal; además del traslado del Santísimo Sacramento al monumento con su respectiva hora santa; a pesar de que en el área urbana se cuente con numerosos templos, solo 4 realizan el monumento (la Catedral, el templo de la Virgen del Rosario de San Nicolás, la Basílica y Las Clarisas) por lo cual las personas que dispongan de vehículo, pueden visitar los templos cercanos de Hoyorrico y Riogrande, además de la parroquia de Llanos de Cuivá (Yarumal) que están especialmente cerca a la ciudad de Santa Rosa, para realizar el tradicional recorrido de las siete Iglesias que es muy común en toda Latinoamérica, recordando los pasos que Nuestro Señor Jesucristo realizó en su pasión y muerte de un lugar a otro entre el jueves y el Viernes Santo.
Normalmente desde el Parque del León, sale la procesión del prendimiento de Jesús, con dirección a la Catedral, durante la noche, en esta procesión sale el paso de la Oración en el Huerto, que varía en su ornamentación cada año, presentando en numerosas ocasiones las imágenes de Judas, el Ángel y el mismo Jesús aprehendido, el cual es la única escultura que siempre desfila sin falta año por año.
Acompaña este paso el de San Pedro, el cual sale con la figura del gallo, en relación con el pasaje de la negación.
Viernes Santo:
- Viacrucis:
El Viernes Santo se realiza el Viacrucis principal, que parte desde el templete de Nuestra Señora de las Misericordias.
- Al pie de la Basílica, donde se ubica la primera Estación, se encuentran los pasos de Jesús condenado a muerte, San Pedro y  las insignias.
- En el Parque del León, se ubica Jesús Nazareno, representando la segunda Estación (Jesús carga con la Cruz).
- En la bocacalle de El Palo con Callenueva, se coloca el Señor de la Humildad, el único paso alegórico de la Semana Santa santarrosana.
- Cerca al Parque Berrío se ubica el paso de la primera caída, es el Señor caído más antiguo, de manera popular se suele tocar a la imagen con un algodón y conservarse como recuerdo, es la tercera estación.
- En la bocacalle de El Palo con El Camellón se sitúa el paso de la Virgen Dolorosa, acompañada de San Juan, la cuarta estación.
- Entre las calles La Ronda y Los Chorros, se ubica el paso de Simón de Cirene, quinta estación.
- Entre las calles Real y El Palo, al pie de la Capilla de la Humildad, se coloca el paso de la Verónica, sexta estación.
- En la esquina de Caldas con la Real, se ubica la séptima estación, la segunda caída.
- En la esquina de la calle Berrío con la Real, al pie de la Catedral, se sitúan las 3 Marías, representando la octava estación.
- En Berrío con Junín al lado de la Escuela Normal se coloca el paso de la tercera caída, novena estación.
- Entre la Quinta y Guanteros se pone el paso que representa la décima estación, Jesús es despojado de sus vestiduras.
- En la bocacalle del Hoyo, se sitúa el paso de Jesús Clavado en la Cruz, undécima estación.

Se procede luego a la liturgia de la Muerte del Señor, la adoración de la Santa Cruz dentro del templo y luego se da la liturgia de las 7 palabras, donde, al finalizar ésta, se da la duodécima estación, que es la muerte de Jesús en la Cruz, se hace el descendimiento y se procede a la procesión del Santo Sepulcro; que parte de la Catedral, esta es la procesión más solemne y bella de la Semana Santa santarrosana, participan las instituciones gubernamentales y privadas del municipio llevando numerosos arreglos florales, a medida que avanzan hasta la Cripta de la Basílica donde se realiza el Santo Sepulcro. En esta procesión van los pasos de la Virgen Dolorosa, San Juan, Las insignias, La Piedad, las Tres Marías y el paso del Señor fallecido.
Sábado Santo:
El sábado santo se procede con la tradicional visita al Santo Sepulcro de la cripta, en las horas de la tarde se da la procesión de la Virgen de la Soledad, acompañada por la estatua de San Juan y María Magdalena; mientras se meditan los 7 dolores de la Santísima Virgen María; antes de la media noche, en los templos de la Catedral, La Basílica y Las Clarisas se celebra la solemne vigilia Pascual, parte central de la Semana Santa, que da inicio a la Pascua, donde se recuerda la resurrección de Jesús; que en el caso específico de la Catedral, termina con una pequeña procesión de Jesús Resucitado y una pequeña fiesta conmemorativa en las afueras del templo.
Domingo de Resurrección:
El día domingo de resurrección, el más importante de todos, por ser el primer día de la Pascua, por ende fiesta de la resurrección de Jesús; parte la procesión desde la Basílica, sitio del Santo Sepulcro, con la imagen de Jesús Resucitado, con los 2 ángeles que portan la roca de la entrada del sepulcro que fue abierta al resucitar Jesucristo; le siguen el paso de las 3 Marías (mirróforas), San Pedro y San Juan. En el Parque Berrío se encuentran con la figura de la Virgen María, que los acompaña hasta la Catedral; donde al llegar se celebra la Eucaristía y se da por concluidas las actividades diferentes de la Semana Santa, y continúa el resto del domingo, como un domingo normal en la parroquia. 